# San Franciscos kabelspårvägar
San Franciscos kabelspårvägar (engelska: San Francisco cable car system) är ett av världens sista manuellt styrda kabelspårvägssystem. Kabelspårvägarna har blivit en symbol för staden San Francisco i Kalifornien, och verksamheten bedrivs av San Francisco Municipal Railway. Av 23 linjer som startades mellan åren 1873 och 1890 återstår tre.

### Fotnoter
1. ↑  The Eight Original San Francisco Cable Car Companies, Cable Car Museum. Hämtdatum: 10 maj 2014.